# David Bermudo
David Bermudo Rubio (Santa Coloma de Gramanet, 14 de enero de 1979) es un futbolista español retirado en 2015.
Es campeón del mundo de fútbol con la selección española sub-20 con en el año 1999 en el mundial de Nigeria.

## Trayectoria deportiva
Este internacional con todas las categorías inferiores de la selección española y campeón del mundo sub-20 con el combinado nacional en Nigeria (1999) se formó en el C.D. Milán. En 1991 se incorpora a las categorías inferiores del FC Barcelona, club en el que recorre todas las categorías hasta llegar al Barcelona C en la temporada 1996/97 y dar el salto al filial en la 99/00, con el que juega durante dos temporadas. En su último año en la entidad azulgrana, la temporada 2000/01, llega a ser convocado con el primer equipo de la mano de Lorenzo Serra Ferrer y disputa algún partido de titular, como el que jugó en la Copa del Rey ante la Gimnástica de Torrelavega. En la temporada 2001-02 cambia de aires y ficha por el CD Tenerife por cuatro años, equipo que ya estuviera interesado un año antes en su fichaje. Con el equipo tinerfeño debuta en Primera División el 26 de agosto de 2001 en un CD Tenerife 0-2 Deportivo Alavés. Disputa a lo largo de esa temporada un total de 12 partidos, recibe 4 tarjetas amarillas y su equipo desciende de categoría. En la temporada 2002/03 juega sus primeros minutos en Segunda División con el CD Tenerife, actuando en apenas 7 encuentros.
La temporada siguiente se marcha en calidad de cedido al Algeciras CF, equipo con el que cumple su segunda temporada en la categoría de plata, disputando 9 partidos. En la temporada 2004/05 regresa a la disciplina del CD Tenerife, con el que apenas juega 11 partidos, lo que le hace replantearse su futuro, estando a punto de dejar la entidad tinerfeña en el mercado de invierno tras el interés mostrado por el Pontevedra CF, aunque finalmente la opción no fructifica. Bermudo cambia de equipo en la temporada 2005/06, en la que llega a un acuerdo con el UD Almería. En su primer año en el conjunto rojiblanco disputa 24 partidos, bajando su nivel de oportunidades la temporada siguiente, la 2006/07, en la que apenas toma parte en 5 partidos. La UD Almería consigue el ascenso a Primera División pero Bermudo no entra en los planes del entrenador, por lo que rescinde su contrato con el conjunto del Mediterráneo y ficha por el Pontevedra CF para la temporada 2007/08, renovando un año más. El 23 de julio de 2009, se confirmaría su fichaje por el CE Sabadell con el que lograría el ascenso a Segunda División la temporada 2010/2011, para terminar renovando por otra más.
Tras una campaña donde se logra el objetivo de la salvación, Bermudo es descartado por el cuerpo técnico del CE Sabadell y termina recalando en el CF Badalona.

## Clubes
| Club           | País   | Temporada | Partidos | Goles |    |   |
| -------------- | ------ | --------- | -------- | ----- | -- | - |
| FC Barcelona B | España | 1998-1999 | 1        | 0     | 0  | 0 |
| FC Barcelona B | España | 1999-2000 | 33       | 0     | 10 | 0 |
| FC Barcelona B | España | 2000-2001 | 28       | 0     | 8  | 1 |
| CD Tenerife    | España | 2001-2002 | 12       | 0     | 4  | 0 |
| CD Tenerife    | España | 2002-2003 | 7        | 0     | 1  | 0 |
| Algeciras CF   | España | 2003-2004 | 9        | 0     | 3  | 0 |
| CD Tenerife    | España | 2004-2005 | 11       | 0     | 1  | 0 |
| UD Almería     | España | 2005-2006 | 24       | 0     | 9  | 0 |
| UD Almería     | España | 2006-2007 | 6        | 0     | 2  | 0 |
| Pontevedra CF  | España | 2007-2008 | 25       | 0     | 7  | 1 |
| Pontevedra CF  | España | 2008-2009 | 28       | 0     | 3  | 0 |
| CE Sabadell    | España | 2009-2010 | 30       | 1     | 6  | 0 |
| CE Sabadell    | España | 2010-2011 | 28       | 0     | 9  | 1 |
| CE Sabadell    | España | 2011-2012 | 16       | 0     | 4  | 0 |
| CF Badalona    | España | 2012-2015 | 57       | 0     | 20 | 1 |